# Argo Electric
Argo Electric o Argo eléctrico (en español), fue un vehículo fabricado por la empresa homónima que operaba en Saginaw, Míchigan entre los años 1912 a 1916.
El Argo Electric utilizaba un motor eléctrico de la empresa Westinghouse, con un sistema de 60 voltios. Desarrollaba una velocidad máxima de 32 kilómetros por hora. Tenía una caja de cambios de 6 velocidades hacia adelante y 6 marchas hacia atrás, el Volante de dirección estaba a la izquierda. Se ofrecían dos modelos, uno para cuatro pasajeros y otro para cinco pasajeros, con versiones cerradas y abiertas.
Los 2.800 mm de distancia entre ejes fue el más largo de cualquier vehículo eléctrico de ese entonces, su peso total era de 1.500 kilogramos. 
En 1914, Argo se unió a la Broc and Borland electric vehicle companies In y en 1916 la Columbia Motors Company compró los activos de Argo.